# Dinastija Čin
Dinastija Čin (kitajsko 秦朝; pinjin: Qin) je bila prva dinastija v zgodovini Kitajske, pod katero se je ozemlje večjega dela današnje Kitajske prvič združilo.

## Ustanovitev države
Po odstranitvi poslednjega vladarja hiše Čou, leta 249 pr. n. št., je knez Džing Dženg privzel naziv Ših-huang-ti - Prvi vzvišeni cesar. S prevzemom oblasti se je ureditev države začela odmikati od dotedanjega fevdalnega načina miselnosti, prvič pa se pojavi in razvije pojem nacionalne države.
Prvi vzvišeni cesar je centralistično uredil državno upravo, vojsko in zakone, hkrati pa začel z gradnjo enotno širokih cest in uvedel enotne mere in uteži. Hkrati s tem je ukinil carine in izboljšal vodne poti, s čimer je pomagal trgovcem, ki so postali nosilci državne blaginje. Podobne reforme je uvedel na finančnem področju s poenotenjem denarja. V novi državi sta bili v obtoku samo dve vrsti kovancev, zlatnik in bakreni kovanec.
Tudi pisava je postala enotna. Namesto dotedanjih, po religijah različnih starejših pisav je nastala nova pisava, ki so jo poimenovali »pisava majhnega pečata«.
Na novo ustanovljena država je bila razdeljena na 36 upravnih področij, ta pa so se naprej delila na okrožja. Država je bila urejena centralistično, njen upravni center pa je bil v cesarski rezidenci v Hsien-džangu.

## Vojska
Vojaška obveznost v državi je bila za moške med 23. in 56. letom starosti, dolžnost služenja vojaškega roka pa je bila eno leto služenja pod orožjem in eno leto čuvanja državnih meja.

## Propad dinastije
Dinastija je propadla s smrtjo prvega kitajskega cesarja Sih-huang-tija, ki je umrl na enem od svojih potovanj leta 210 pr. n. št. Po njegovi smrti je prestol zavzel njegov najmlajši sin Huhaj, drugi kitajski cesar, ki pa ni užival podpore ljudstva. Do prestola se je namreč dokopal s tem, da je s pomočjo Li Suja ponaredil očetovo oporoko. Cesarjev najstarejši sin, ki je bil po takratnih pravilih prestolonaslednik je bil prisiljen storiti samomor, saj ga je Li Su obtožil, da je pripravljal upor proti svojemu očetu. 
Proti novemu cesarju so se tako leta 209 pr. n. št. dvignili kmetje in sužnji pod vodstvom delvca Čan Šeja. Naslednje leto je bil tudi Li Su obtožen dvorne izdaje in bil usmrčen. 
V uporu sta se izpostavila dva, po pogledih bistveno različna voditelja, kmet Liu Pang iz Šantunga in Hsjang Dži iz plemenite družine iz Čuja.
V bojih med obema uporniškima skupinama je Hsjang Dži leta 206 pr. n. št. padel v boju, kmečki upornik Liu Pang, ki si je že pred tem nadel ime Kralj iz Hana (po reki v osrednji Kitajski), pa je ustanovil dinastijo Han, ki je po zmagi vodila Kitajsko.